# Stará radnice (Ostrava-Zábřeh)
Stará radnice v Ostravě-Zábřehu, nazývaná také bývalá radnice v Ostravě-Zábřehu, je historicky cenná novobarokní stavba z roku 1801. Nachází se ve Starém Zábřehu (tj. bývalý Zábřeh nad Odrou, dnešní část Ostravy-Zábřehu) v Ostravě v Moravskoslezském kraji. Slouží jako modlitebna Sboru Bratrské jednoty baptistů v Ostravě.

## Místopis a historie
Stará radnice v Ostravě-Zábřehu se nachází v centru bývalé vesnice v parku u zábřežského zámku. Park byl v minulosti zámeckou zahradou. Stará radnice je patrová budova s jednoduchou střechou s několika zdobnými přístavky. V čele radnice býval znak Zábřehu nad Odrou (tři červené kužely), ten se však nedochoval (dnes je tam umístěn kříž). Před radnicí byla studna, která je již zasypaná a radnice měla jiný hlavní vchod. Když se začalo stavět ostravské Jižní město, přestala radnice vyhovovat a vznikla nová větší radnice v Ostravě-Hrabůvce.
Stará radnice byla postavena olomouckou kapitulou v roce 1801 nejprve jako přízemní objekt a až do roku 1871 sloužila jako zábřežská jednotřídní škola. Budova byla prodána, nový majitel přistavěl patro a vznikl zde hostinec s velkým tanečním sálem v 1. patře a výčepem v přízemí. Obec v roce 1909 bývalý hostinec koupila a následně přestavěla na radnici. Z tanečního sálu vznikla zasedací místnost a prostory v přízemí byly adaptovány na obecní kanceláře. Svému účelu radnice sloužila až do roku 1924, kdy se obec Zábřeh stala součástí velkoměstské Moravské Ostravy. Budova následně sloužila různým účelům (například v roce 1932 byl bývalý jednací sál využíván jako modlitebna Církve československé a pak zde sídlila mateřská škola, byl tu kulturní dům a školní jídelna). Stará radnice chátrala, dokud nebyla v roce 1993 zakoupena a opravena sborem Bratrské jednotou baptistů, který po rekonstrukci ukončené v roce 1995, budovu používá.

## Další informace
Přímo naproti radnice přes cestu je funkcionalistická budova kostela Církve husitské a na opačné straně se nachází Zábřežský bludný balvan. Místo je dobře dostupné ostravskou MHD.

## Galerie

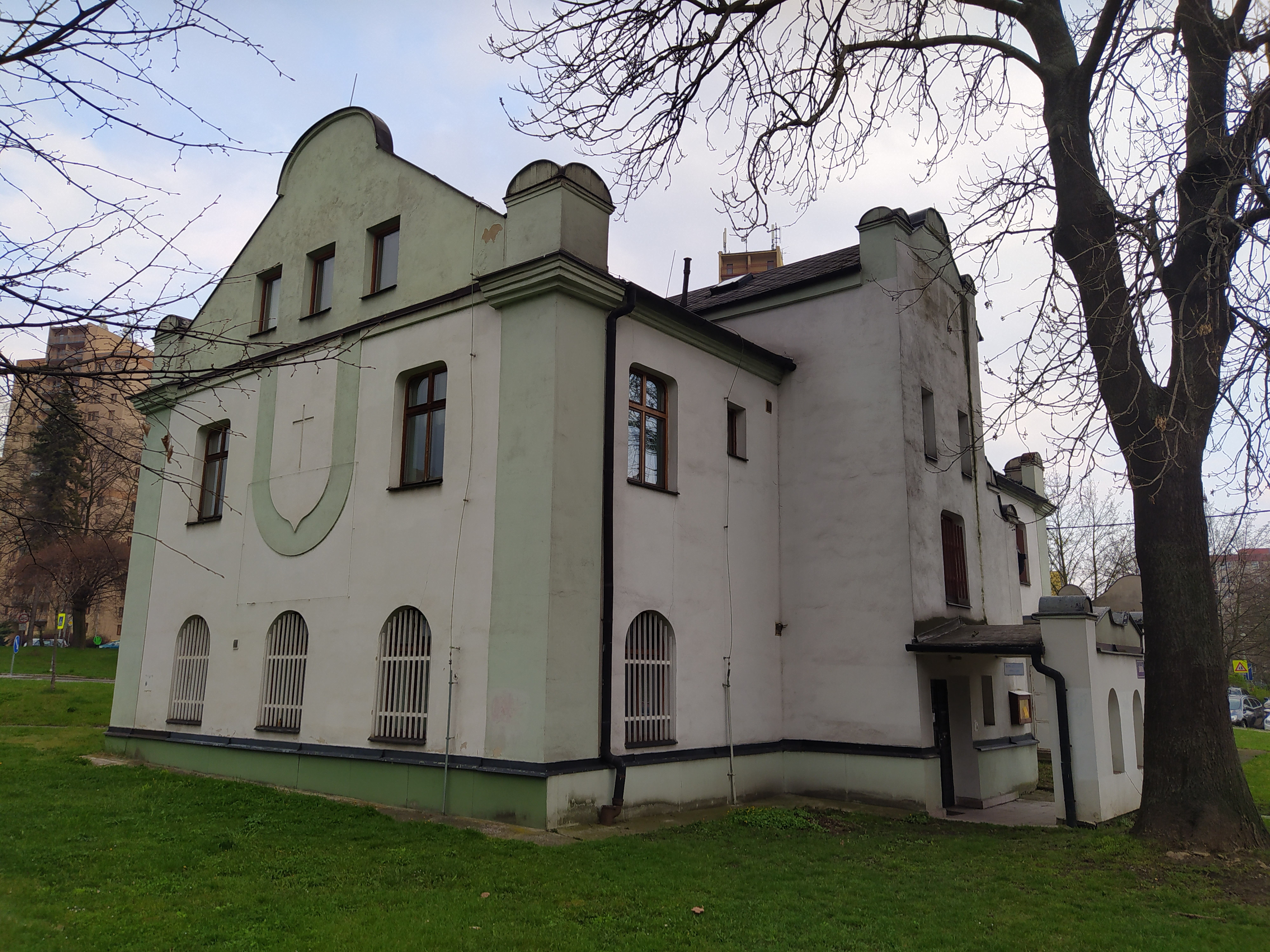
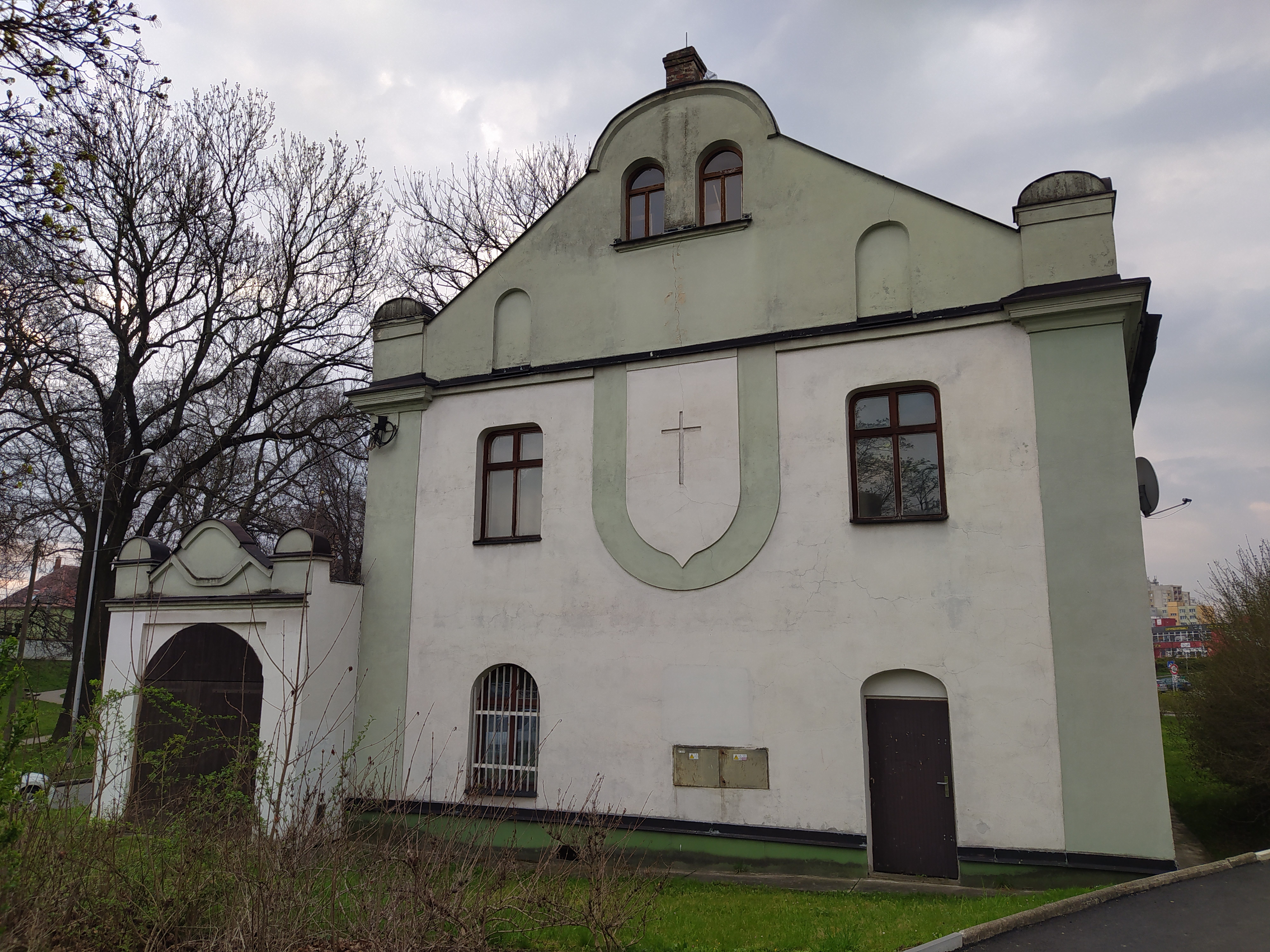